# Dioscorea temascaltepecensis
Dioscorea temascaltepecensis är en enhjärtbladig växtart som beskrevs av Reinhard Gustav Paul Knuth. Dioscorea temascaltepecensis ingår i släktet Dioscorea och familjen Dioscoreaceae. Inga underarter finns listade i Catalogue of Life.